# Raźniewo
Raźniewo – wieś sołecka w Polsce położona w województwie mazowieckim, w powiecie płońskim, w gminie Płońsk.
| SIMC     | Nazwa   | Rodzaj    |
| -------- | ------- | --------- |
| Dalanowo | 0122170 | część wsi |

W latach 1975–1998 miejscowość administracyjnie należała do województwa ciechanowskiego.
Miejscowość Raźniewo jest wsią stosunkowo młodą, powstałą w miejscu dawnej wsi o nazwie Dalanowo oraz folwarku noszącego tę samą nazwę. W wydanym w 1933 roku przez Wydawnictwo Książnicy Naukowej (Warszawa-Przemyśl) „Skorowidzu miejscowości Rzeczypospolitej Polskiej z oznaczeniem terytorialnie im właściwych władz i urzędów oraz urządzeń komunikacyjnych” – obecna wieś Raźniewo występuje jeszcze jako wieś i folwark Dalanowo, natomiast na mapie Płońska i okolic pochodzącej z 1937 Roku w miejscu dawnego Dalanowa wymienione już są trzy miejscowości – Dalanowo-Wróblewo, Dalanowo-Chylewo i Dalanowo-Raźniewo.